# Список станиц России
Список станиц России — перечень (список), в алфавитном порядке, населённых пунктов типа станица в Российской Федерации — России.

## А
- Абадзехская — Адыгея
- Аверьяновка (Аверьяновская) — Дагестан
- Азовская — Краснодарский край
- Аксай (Аксайская) — Ростовская область
- Александрийская — Ставропольский край
- Александрийская — Дагестан
- Александро-Невская — Краснодарский край
- Александро-Невское (Александро-Невская) — Дагестан
- Александровская — Кабардино-Балкария
- Александровская — Краснодарский край
- Александровская — Ростовская область
- Алексеевская — Волгоградская область
- Алексеевская — Краснодарский край
- Алексее-Тенгинская — Краснодарский край
- Алхан-Кала (Ермоловская) — Чечня
- Алхасты (Фельдмаршальская) — Ингушетия
- Анапская — Краснодарский край
- Анастасиевская — Краснодарский край
- Андреевская — Краснодарский край
- Андреевская — Ростовская область
- Андрюки — Краснодарский край
- Ардон (Ардонская) — Северная Осетия
- Аржановская — Волгоградская область
- Архангельская — Краснодарский край
- Архонская — Северная Осетия
- Арчединская — Волгоградская область
- Ассиновская — Чечня
- Атаманская — Краснодарский край
- Ахметовская — Краснодарский край
- Ахтанизовская — Краснодарский край

## Б
- Багаевская — Ростовская область
- Баговская — Краснодарский край
- Баклановская — Ростовская область
- Баклановская — Ставропольский край
- Балковская — Краснодарский край
- Баракаевская — Краснодарский край
- Барсуковская — Ставропольский край
- Батуринская — Краснодарский край
- Безводная — Адыгея
- Бекешевская — Ставропольский край
- Беломечётская — Ставропольский край
- Березанская — Краснодарский край
- Берёзовская — Волгоградская область
- Бесленеевская — Краснодарский край
- Бессергеневская — Ростовская область
- Бесскорбная — Краснодарский край
- Бесстрашная — Краснодарский край
- Бжедуховская — Краснодарский край
- Благовещенская — Краснодарский край
- Богоявленская — Ростовская область
- Боковская — Ростовская область
- Большовская — Ростовская область
- Боргустанская — Ставропольский край
- Бородинская — Краснодарский край
- Бороздиновская — Чечня
- Бриньковская — Краснодарский край
- Брюховецкая — Краснодарский край
- Будённовская (Платовская) — Ростовская область
- Бузиновская — Краснодарский край
- Букановская — Волгоградская область
- Бурацкий (Бурацкая) — Волгоградская область

## В
- Варениковская — Краснодарский край
- Васюринская — Краснодарский край
- Верхнечирский (Верхнечирская) — Волгоградская область
- Верхнекундрюченская — Ростовская область
- Вёшенская — Ростовская область
- Владимировская — Ростовская область
- Владимирская — Краснодарский край
- Воздвиженская — Краснодарский край
- Вознесенская — Краснодарский край
- Вознесенская — Ингушетия
- Вольно-Донская — Ростовская область
- Воровсколесская — Ставропольский край
- Воронежская — Краснодарский край
- Воронцовская — Краснодарский край
- Воскресенская — Ставропольский край
- Восточная — Краснодарский край
- Выселки — Краснодарский край
- Вышестеблиевская — Краснодарский край

## Г
- Гаевская — Ставропольский край
- Галюгаевская — Ставропольский край
- Геймановская — Краснодарский край
- Георгиевская — Ставропольский край, Георгиевский район
- Георгиевская — Ставропольский край, Кочубеевский район
- Гиагинская — Адыгея
- Гладковская — Краснодарский край
- Глазуновская — Волгоградская область
- Голубинская — Волгоградская область
- Голубицкая — Краснодарский край
- Горячеисточненская — Чечня
- Гостагаевская — Краснодарский край
- Гребенская — Чечня
- Гривенская — Краснодарский край
- Григорополисская — Ставропольский край
- Григорьевская — Краснодарский край
- Грушевская — Ростовская область
- Губская — Краснодарский край
- Гурийская — Краснодарский край

## Д
- Дагестанская — Адыгея
- Даховская — Адыгея
- Дербентская — Краснодарский край
- Динская — Краснодарский край
- Дмитриевская — Краснодарский край
- Днепровская — Краснодарский край
- Добринка (Добринская) — Волгоградская область
- Должанская — Краснодарский край
- Дондуковская — Адыгея
- Донецк (Гундоровская) — Ростовская область
- Дубенцовская — Ростовская область
- Дубовская — Чечня
- Дядьковская — Краснодарский край

## Е
- Егорлыкская — Ростовская область
- Екатериноградская — Кабардино-Балкария
- Елизаветинская — Краснодарский край
- Елизаветинская — Ростовская область
- Еремизино-Борисовская — Краснодарский край
- Ерёминская — Краснодарский край
- Ермаковская — Ростовская область
- Ессентукская — Ставропольский край
- Етеревская — Волгоградская область

## Ж
- Жуковская — Ростовская область
- Журавская — Краснодарский край

## З
- Закан-Юрт (Романовская) — Чечня
- Задоно-Кагальницкая — Ростовская область
- Заплавская — Ростовская область
- Запорожская — Краснодарский край
- Зассовская — Краснодарский край
- Зеленчукская — Карачаево-Черкесия
- Змейская — Северная Осетия
- Зольская — Ставропольский край

## И
- Ивановская — Краснодарский край
- Иловля (Иловлинская) — Волгоградская область
- Ильинская — Краснодарский край
- Ильинская (Ильиновская) — Чечня
- Ирклиевская — Краснодарский край
- Исправная — Карачаево-Черкесия
- Ищёрская — Чечня

## К
- Кабардинская — Краснодарский край
- Кавказская — Краснодарский край
- Кагальницкая — Ростовская область
- Казанская — Ростовская область
- Казанская — Краснодарский край
- Каладжинская — Краснодарский край
- Калининская (Поповичевская) — Краснодарский край
- Калининская — Ростовская область
- Калиновская — Чеченская Республика
- Калитвенская — Ростовская область
- Калниболотская — Краснодарский край
- Калужская — Краснодарский край
- Каменнобродская — Ставропольский край
- Каменск-Шахтинский (Каменская) — Ростовская область
- Камышеватская — Краснодарский край
- Камышевская — Ростовская область
- Каневская — Краснодарский край
- Канеловская — Краснодарский край
- Каргалинская — Чеченская Республика
- Каргинская — Ростовская область
- Кардоникская — Карачаево-Черкесия
- Кармалиновская — Ставропольский край
- Качалинская — Волгоградская область
- Кахановская (уничтожена в 1917 г.) — Чечня
- Келермесская — Республика Адыгея
- Кепинская — Волгоградская область
- Кировская — Ростовская область
- Кирпильская — Краснодарский край
- Кисляковская — Краснодарский край
- Клетская — Волгоградская область
- Комгарон (Воронцово-Дашковская) — Северная Осетия
- Константиновская — Краснодарский край
- Константиновск (Константиновская) — Ростовская область
- Константиновская — Ставропольский край
- Костромская — Краснодарский край
- Косякинская — Краснодарский край
- Котляревская — Кабардино-Балкария
- Кочетовская — Ростовская область
- Красногорская — Карачаево-Черкесия
- Краснодонецкая — Ростовская область
- Краснокоротовская — Волгоградская область
- Краснокумское — Ставропольский край
- Краснокутская — Ростовская область
- Краснооктябрьская — Краснодарский край
- Красноярская — Ростовская область
- Кременская — Волгоградская область
- Крепостная — Краснодарский край
- Кривянская — Ростовская область
- Крымск (Крымская) — Краснодарский край
- Крупская — Краснодарский край
- Крыловская — Краснодарский край
- Крыловская — Краснодарский край
- Кубанская — Краснодарский край
- Кугоейская — Краснодарский край
- Кужорская — Республика Адыгея
- Кумшацкая — Ростовская область
- Кумылженская — Волгоградская область
- Курдюковская — Чеченская Республика
- Курджипская — Республика Адыгея
- Куринская — Краснодарский край
- Курская — Ставропольский край
- Курчанская — Краснодарский край
- Кутейниковская — Ростовская область
- Кущёвская — Краснодарский край

## Л
- Лабинск (Лабинская) — Краснодарский край
- Ладожская — Краснодарский край
- Лапшинская — Волгоградская область
- Ленинградская (Уманская) — Краснодарский край
- Лесогорская — Краснодарский край
- Линейная — Краснодарский край
- Ловлинская — Краснодарский край
- Лозновская — Ростовская область
- Луковская — Волгоградская область
- Луковская — Северная Осетия
- Лысогорская — Ставропольский край
- Лебяжье(Александро-Невская) - Волгоградская область

## М
- Майский (Пришибская) — Кабардино-Балкария
- Малая Лучка — Ростовская область
- Малодельская — Волгоградская область
- Малотенгинская — Краснодарский край
- Мальчевская — Ростовская область
- Манычская — Ростовская область
- Мариинская — Ростовская область
- Маркинская — Ростовская область
- Марьинская — Ставропольский край
- Марьянская — Краснодарский край
- Махошевская — Краснодарский край
- Медвёдовская — Краснодарский край
- Мекенская — Чеченская Республика
- Мелиховская — Ростовская область
- Мечётинская — Ростовская область
- Мешковская — Ростовская область
- Мигулинская — Ростовская область
- Милютинская — Ростовская область
- Мингрельская — Краснодарский край
- Митякинская — Ростовская область
- Михайловская — Краснодарский край
- Михайловская — Волгоградская область
- Мишкинская — Ростовская область
- Морозовск (Морозовская) - Ростовская область

## Н
- Надежная — Краснодарский край
- Натухаевская — Краснодарский край
- Наурская — Чеченская Республика
- Неберджаевская — Краснодарский край
- Невинномысск (Невинномысская) — Ставропольский край
- Незамаевская — Краснодарский край
- Незлобная — Ставропольский край
- Некрасовская — Краснодарский край
- Нехаевская — Волгоградская область
- Нижегородская — Краснодарский край
- Нижнебаканская — Краснодарский край
- Нижнекундрюченская — Ростовская область
- Нижнечирская — Волгоградская область
- Николаевская — Краснодарский край
- Николаевская — Чеченская Республика
- Николаевская — Северная Осетия
- Ново-Александровская — Волгоградская область
- Ново-Алексеевская (Новогашунский) — Ростовская область
- Новоаннинская — Волгоградская область
- Новоалександровск (Новоалександровская) — Ставропольский край
- Новоалексеевская — Краснодарский край
- Новоархангельская — Краснодарский край
- Новобейсугская — Краснодарский край
- Нововеличковская — Краснодарский край
- Нововладимировская — Краснодарский край
- Новогражданская — Краснодарский край
- Новогригорьевская — Волгоградская область
- Новодеревянковская — Краснодарский край
- Новоджерелиевская — Краснодарский край
- Новодмитриевская — Краснодарский край
- Новодонецкая — Краснодарский край
- Новозолотовская — Ростовская область
- Новоивановская — Краснодарский край
- Новокорсунская — Краснодарский край
- Новолабинская — Краснодарский край
- Новолеушковская — Краснодарский край
- Новолокинская — Краснодарский край
- Новомалороссийская — Краснодарский край
- Новомарьевская — Ставропольский край
- Новомышастовская — Краснодарский край
- Новониколаевская — Краснодарский край
- Новониколаевский (Новониколаевская) — Волгоградская область
- Ново-Осетинская — Северная Осетия
- Новопавловск (Новопавловская) — Ставропольский край
- Новопашковская — Краснодарский край
- Новопетровская — Краснодарский край
- Новопластуновская — Краснодарский край
- Новопокровская — Краснодарский край
- Новороговская — Ростовская область
- Новорождественская — Краснодарский край
- Новоромановская — Краснодарский край
- Новосвободная — Республика Адыгея
- Новосергиевская — Краснодарский край
- Новотитаровская — Краснодарский край
- Новотроицкая — Ставропольский край
- Новоцимлянская — Ростовская область
- Ново-Щедринская — Чеченская Республика
- Новощербиновская — Краснодарский край
- Новоясенская — Краснодарский край

## О
- Обливская — Ростовская область
- Октябрьская (Князе-Михайловская) — Краснодарский край, Белореченский район
- Октябрьская (Новомихайловская) — Краснодарский край, Крыловский район
- Ольгинская  — Краснодарский край
- Ольгинская — Ростовская область
- Островская — Волгоградская область
- Отважная — Краснодарский край
- Отрадная — Краснодарский край, Отрадненский район
- Отрадная — Краснодарский край, Тихорецкий район

## П
- Павловская — Краснодарский край
- Павлодольская — Северная Осетия
- Передовая — Краснодарский край
- Перекопская — Волгоградская область
- Переправная — Краснодарский край
- Переясловская — Краснодарский край
- Первомайская (Мамакаевская) — Чеченская Республика
- Петровская — Краснодарский край
- Петропавловская — Краснодарский край
- Петропавловская — Чеченская Республика
- Пичуга (Пичужинская) - Волгоградская область
- Пластуновская — Краснодарский край
- Платнировская — Краснодарский край
- Плоская — Краснодарский край
- Подгоренская — Ростовская область
- Подгорная Синюха — Краснодарский край
- Подгорная — Краснодарский край
- Подгорная — Ставропольский край
- Полтавская — Краснодарский край
- Преградная — Карачаево-Черкесия
- Преображенская — Волгоградская область
- Приазовская — Краснодарский край
- Приближная — Кабардино-Балкария
- Придорожная — Краснодарский край
- Привольная — Краснодарский край
- Пролетарск (Великокняжеская) — Ростовская область
- Прохладный (Прохладная) — Кабардино-Балкария
- Прочноокопская — Краснодарский край
- Пугачёвская — Волгоградская область
- Пшехская — Краснодарский край
- Пятиизбянская — Волгоградская область

## Р
- Раздольная — Краснодарский край
- Раздорская — Ростовская область
- Раздорская-на-Медведице — Волгоградская область
- Распопинская — Волгоградская область
- Расшеватская — Ставропольский край
- Роговская — Краснодарский край
- Родниковская — Краснодарский край
- Рождественская — Ставропольский край
- Романовская — Ростовская область
- Рязанская — Краснодарский край

## С
- Савельевская — Чеченская Республика
- Самашки (Самашкинская) — Чечня
- Самурская — Краснодарский край
- Саратовская — Краснодарский край
- Севастопольская — Республика Адыгея
- Селивановская — Ростовская область
- Семикаракорск (Семикаракорская) — Ростовская область
- Серафимович (Усть-Медведицкая) — Волгоградская область
- Сергиевская — Краснодарский край
- Сергиевская — Волгоградская область
- Серноводская — Чеченская Республика
- Сиротинская — Волгоградская область
- Скобелевская — Краснодарский край
- Скосырская — Ростовская область
- Скуришенская — Волгоградская область
- Славянск-на-Кубани (Славянская) — Краснодарский край
- Сладкая Балка — Ростовская область
- Слащевская — Волгоградская область
- Смоленская — Краснодарский край
- Советская (Урупская) — Краснодарский край
- Советская (Чернышевская) — Ростовская область
- Советская (Государственная) — Ставропольский край
- Солдатская — Кабардино-Балкария
- Спокойная — Краснодарский край
- Спокойная Синюха — Краснодарский край
- Ставропольская — Краснодарский край
- Староаннинская — Волгоградская область
- Старовеличковская — Краснодарский край
- Старогладовская (Старогладковская) — Чеченская Республика
- Старогригорьевская — Волгоградская область
- Стародеревянковская — Краснодарский край
- Староджерелиевская — Краснодарский край
- Староизобильная — Ставропольский край
- Старокорсунская — Краснодарский край
- Старолеушковская — Краснодарский край
- Староминская — Краснодарский край
- Старомышастовская — Краснодарский край
- Старонижестеблиевская — Краснодарский край
- Старопавловская — Ставропольский край
- Старотитаровская — Краснодарский край
- Старочеркасская — Ростовская область
- Старо-Щедринская — Чечня
- Стародеревянковская — Краснодарский край
- Старощербиновская — Краснодарский край
- Степная — Краснодарский край
- Стодеревская — Ставропольский край
- Сторожевая — Карачаево-Черкесия
- Суводская — Волгоградская область
- Суворовская — Ставропольский край
- Суворовская — Волгоградская область
- Сунжа (Слепцовская) — Ингушетия

## Т
- Тамань — Краснодарский край
- Тацинская — Ростовская область
- Тбилисская — Краснодарский край
- Темижбекская — Краснодарский край
- Темиргоевская — Краснодарский край
- Темнолесская — Краснодарский край
- Темнолесская — Ставропольский край
- Тенгинская — Краснодарский край
- Тепикинская — Волгоградская область
- Терновская — Краснодарский край
- Терновская — Ростовская область
- Терская — Северная Осетия
- Трёхостровская — Волгоградская область
- Трёхостровянская — Ростовская область
- Тишанская — Волгоградская область
- Троицкая — Краснодарский край
- Троицкая — Республика Ингушетия

## У
- Убеженская — Краснодарский край
- Убинская — Краснодарский край
- Удобная — Краснодарский край
- Украинская — Краснодарский край
- Упорная — Краснодарский край
- Упорниковская — Волгоградская область
- Урухская — Ставропольский край
- Урюпинск (Урюпинская) — Волгоградская область
- Успенская — Краснодарский край
- Усть-Белокалитвенская — Ростовская область
- Усть-Быстрянская — Ростовская область
- Усть-Бузулукская — Волгоградская область
- Усть-Джегута (Усть-Джегутинская) — Карачаево-Черкесия
- Усть-Хопёрская — Волгоградская область

## Ф
- Фастовецкая (Тихорецкая) — Краснодарский край
- Фёдоровская — Краснодарский край
- Федосеевская — Волгоградская область
- Филимоновская — Ставропольский край
- Филоновская — Волгоградская область
- Фонталовская — Краснодарский край

## Х
- Хамкетинская — Краснодарский край
- Ханская — Республика Адыгея
- Холмская — Краснодарский край
- Хопёрская — Краснодарский край
- Хорошёвская — Ростовская область

## Ц
- Цимлянск (Цимлянская) — Ростовская область

## Ч
- Чамлыкская — Краснодарский край
- Чебургольская — Краснодарский край
- Челбасская — Краснодарский край
- Чепигинская — Краснодарский край
- Червлённая — Чеченская Республика
- Червлённая-Узловая — Чеченская Республика
- Черкесск (Баталпашинская) — Карачаево-Черкесия
- Черниговская — Краснодарский край
- Черноерковская — Краснодарский край
- Чернореченская — Краснодарский край
- Черноярская — Северная Осетия
- Чертковская — Ростовская область

## Ш
- Шапсугская — Краснодарский край
- Шелковская — Чеченская Республика
- Шелкозаводская — Чеченская Республика
- Ширванская — Краснодарский край
- Шкуринская — Краснодарский край
- Шумилинская — Ростовская область

## Э
- Эриванская — Краснодарский край
- Эркетиновская — Ростовская область

## Ю
- Юго-Северная — Краснодарский край

## Я
- Ярославская — Краснодарский край
- Ясенская — Краснодарский край